# فرانك إل. كيرستن
فرانك إل. كيرستن هو شخصية أعمال وسياسي أمريكي، ولد في 5 يناير 1870، وتوفي في 5 أبريل 1950. نشط حزبياً في الحزب الجمهوري. وقد انتخب عضو جمعية ولاية ويسكونسن ‏.